# Madrasa Ulugh Beg (Bukhara)
La madrasa Ulugh Beg è la più antica, nonché la prima madrasa costruita dal sovrano timuride Ulugh Beg a Bukhara in Uzbekistan.

## La madrasa
Venne costruita nel 1417 ed è da considerarsi la più antica dell'Asia centrale. Nel paese inoltre vi sono altre madrase che portano lo stesso nome proprio perché fu il sovrano timuride a proporne la costruzione. Essa è l'unico monumento di epoca timuride a Bukhara.
Le condizioni dell'edificio non sono buone e necessiterebbero di un restauro. Sono tuttavia visibili la bella piastrellatura azzurra. Vi è inoltre un'iscrizione che mostra l'approccio del sovrano alla vita: "La ricerca della conoscenza è il dovere di ogni seguace dell'Islam, uomo e donna". Si dice che vi era presente anche un'altra iscrizione, persasi nel XVI secolo che diceva: "Che le porte della benedizione di Dio si aprano su un cerchio di popoli, esperti nella saggezza del libro".
Gli architetti della madrasa erano migliori professionisti di quel tempo, Nadjmetdin Bukhari e Ismail Isfagani.

## Galleria d'immagini

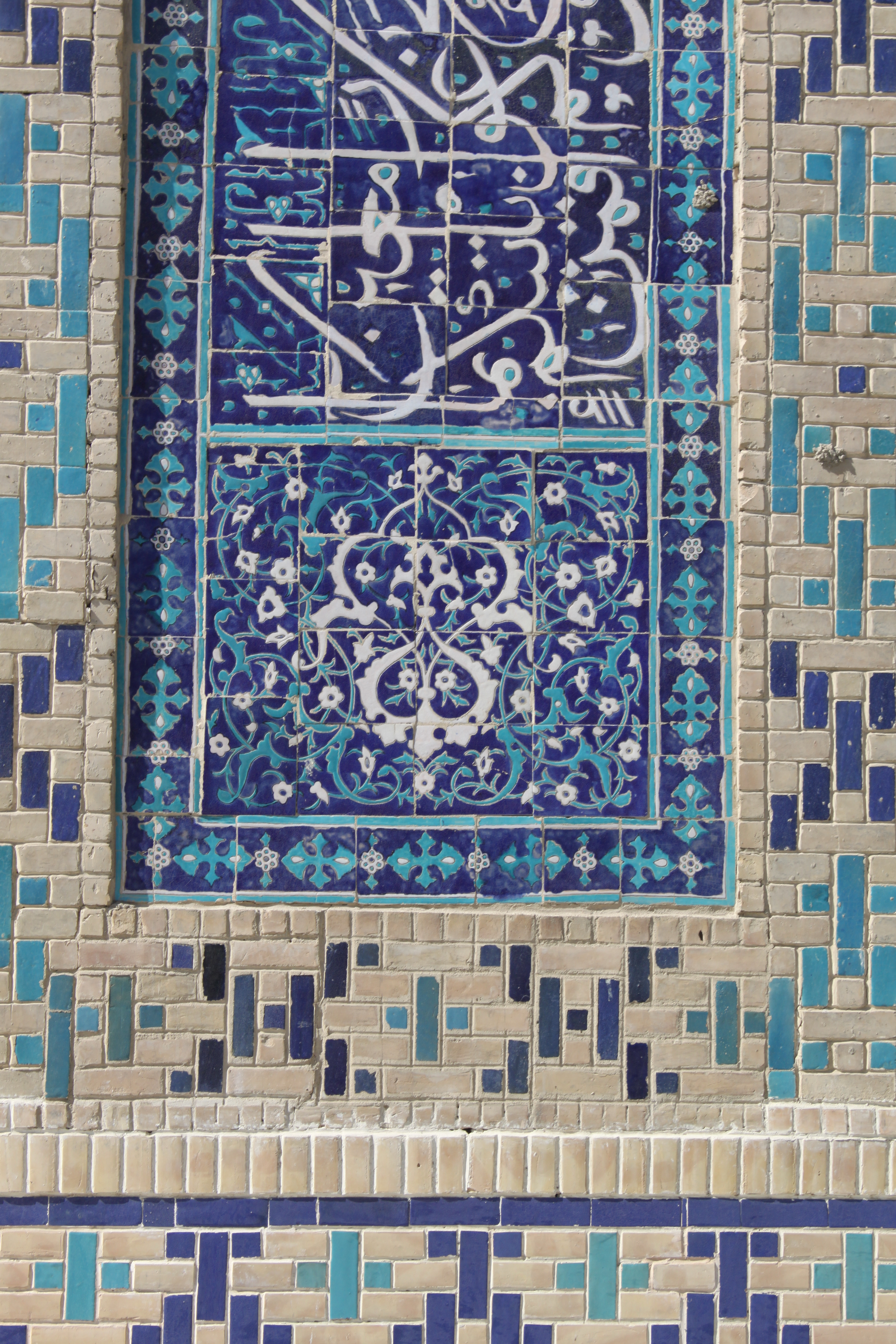
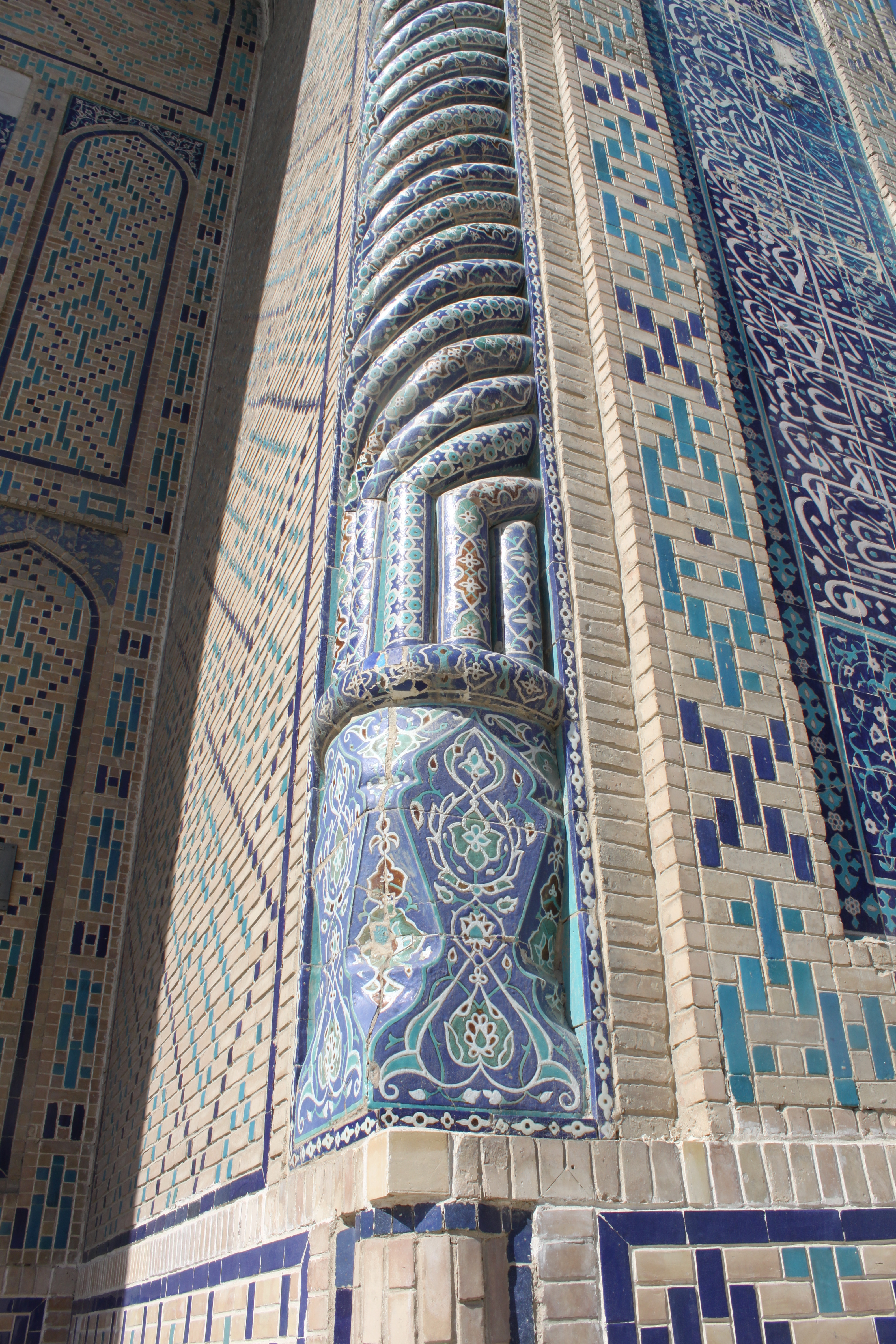
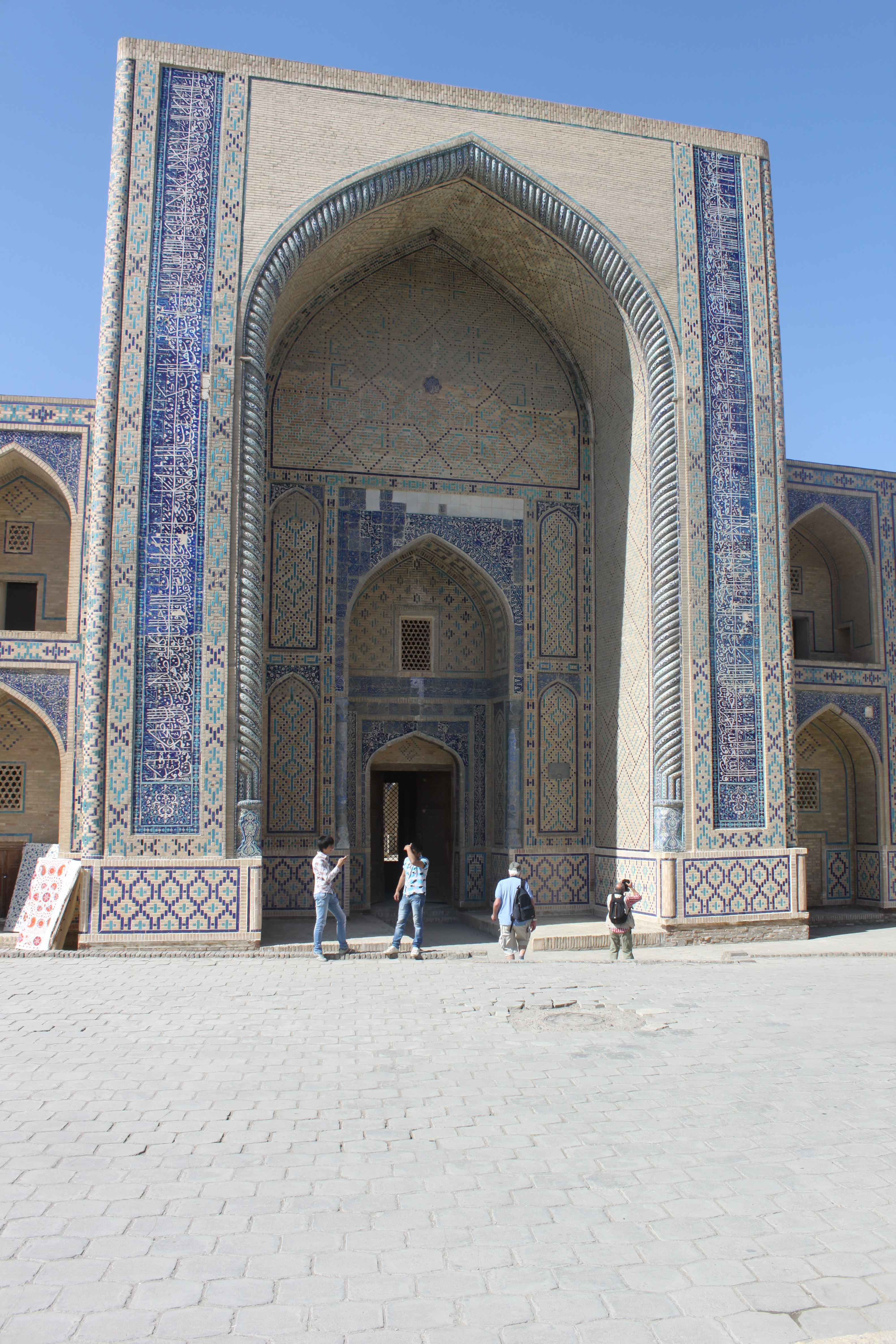